# Ivan Vokáč
Ivan Vokáč (* 19. června 1987 ve Strakonicích) je český violoncellista.
Vystudoval Pražskou konzervatoř ve třídě prof. Miroslava Petráše, je laureátem řady mezinárodních interpretačních soutěží a hraje v duu s houslistou Jakubem Junkem. O tomto duu, které zvítězilo na soutěži Concertino Praga, natočila dokument i Česká televize.
Na violoncello hrál od čtyř let pod vedením prof. Oldřicha Kavaleho a současně navštěvoval hodiny klavíru a komorní hry. Od září 2003 je studentem Pražské konzervatoře ve violoncellové třídě prof. Miroslava Petráše. Účastnil se mezinárodních violoncellových kurzů Kronberg Akademy v Německu (Steven Isserlis, Boris Pergamenščikov), International Music Academy v Plzni (Rafael Wallfish) a též kurzů komorní hry ve Weikersheimu (Artemis Quartet, Ralph Gothoni aj.). Kromě mnoha recitálů sólových má zkušenosti i s orchestrem, pravidelně koncertuje sólově s Jihočeskou komorní filharmonií aj. V roce 2008 vystoupil na zahajovacím koncertu oslav výročí Pražské konzervatoře, za doprovodu orchestru Pražské konzervatoře a pod taktovkou Miriam Němcové zahrál Koncert h moll A. Dvořáka. Je koncertním mistrem cell v komorním orchestru Roxy Ensemble a také členem klavírního tria Taras Piano Trio, se kterým také získal mnoho úspěchů.
Od roku 2012 je členem violoncellového kvartetu Prague Cello Quartet

## Ceny
- 1997 Heranova soutěž v Ústí nad Orlicí 2.cena
- 2001 Dotzauerova soutěž v Drážďanech 3.cena
- 2002 Liezen – Rakousko 1. cena
- 2003 Heranova soutěž v Ústí nad Orlicí 2.cena
- 2005 Dotzauerova soutěž v Drážďanech 1.cena
- 2005 Beethovenovská soutěž v Hradci nad Moravicí 3. cena
- 2006 společně s Jakubem Junkem: Concertino Praga absolutní vítězství
- 2008 Soutěž B.Martinů v Praze 1.cena
- společně s Taras Piano Trio
  - 2007 Internationaler Johannes Brahms Wettbewerb (Pörtschach, Rakousko) 1.cena
  - 2008 Rovere d'Oro (San Bartolomeo, Itálie) 1.cena